# Клубиш
Клубиш — река в Московской области России, правый приток Волгуши.
Протекает в северо-западном направлении по дремучим смешанным лесам в юго-западной части Дмитровского района. Длина — около 10 км.
Берёт начало в 6 км западнее рабочего посёлка Икша, впадает в Волгушу в 3 км выше деревни Муханки. Долина реки глубоко врезана в Клинско-Дмитровскую гряду и очень живописна.
Питание в основном происходит за счёт талых снеговых вод. Замерзает в середине ноября, вскрывается в середине апреля:7—8. Летом в верховьях почти пересыхает. Значительных притоков не имеет.